# 꽃버선
"꽃버선"은 1969년 공개된 대한민국의 영화이다.

## 배역
- 김진규
- 문희
- 이순재
- 박경주
- 주증녀
- 한은진
- 문미봉
- 장훈
- 권혁진
- 안성진
- 라정옥
- 안인숙
- 안성혜
- 추석양
- 성소민
- 최준
- 임성포
- 성인권
- 권오상
- 정성원
- 지계순
- 김소저
- 임해림
- 장인환
- 왕남